# IOS 9
iOS 9 je devátá hlavní verze mobilního operačního systému iOS, vyvíjeného společností Apple Inc.. Byla oznámena 8. června 2015 na konferenci WWDC a oficiálně vydána 16. září 2015. iOS 9 se zaměřil především na zlepšení výkonu, stability a životnosti baterie. Nahradila ji verze iOS 10 dne 13. září 2016.

## Novinky a změny

### Výkon a optimalizace
Apple se u iOS 9 soustředil na optimalizaci systému, rychlejší odezvu, lepší výdrž baterie a menší velikost aktualizace oproti předchozím verzím.

### Multitasking pro iPad
iOS 9 přinesl nové funkce pro iPad: Slide Over – otevření druhé aplikace z boku. Split View – dvě aktivní aplikace vedle sebe (pouze iPad Air 2, iPad mini 4 a iPad Pro). Picture in Picture (PiP) – videa v plovoucím okně při používání jiné aplikace.

### Aplikace Poznámky
Aplikace Poznámky byla přepracována s podporou kontrolních seznamů, náčrtků, vložení fotografií a odkazů.

### Mapy

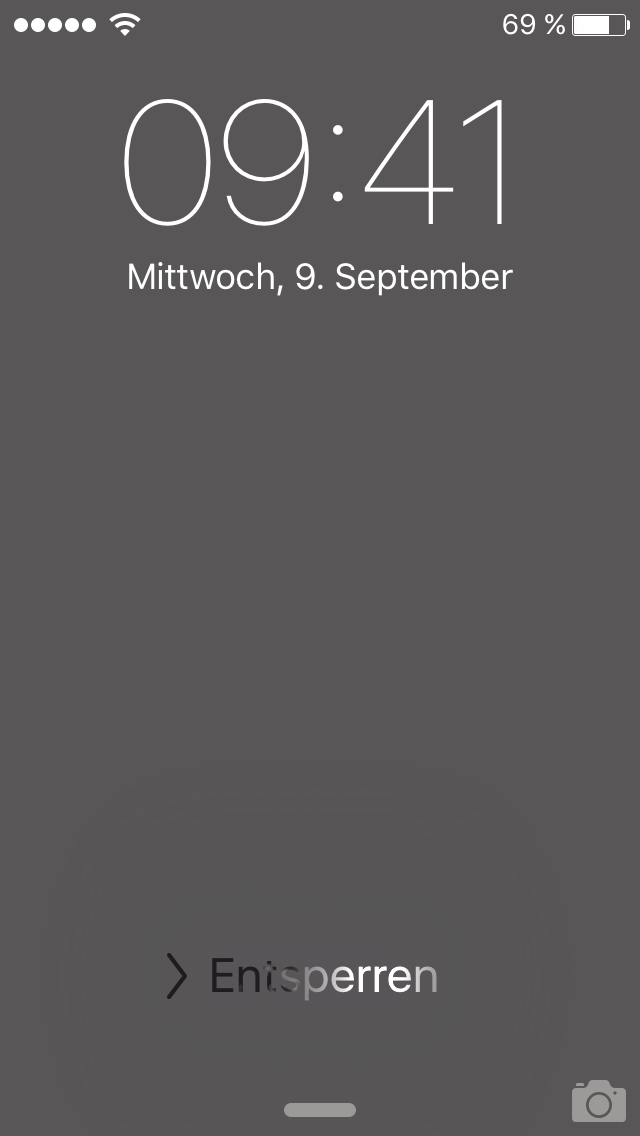
iOS 9

Apple Mapy nově obsahují informace o veřejné dopravě ve vybraných městech.

### Siri
Vylepšená Siri s novým vzhledem a funkcemi. Přibyly návrhy aplikací, kontaktů nebo událostí na základě uživatelského chování.

### Apple News
Představena nová aplikace News (pouze v USA, Velké Británii a Austrálii), která shromažďuje zpravodajství z různých zdrojů.

### Klávesnice QuickType
Přibyla nová gesta pro výběr textu, podpora zkratek pro fyzické klávesnice a návrhy slov.

### Zabezpečení
Nově šestimístný přístupový kód namísto čtyřmístného, vylepšená dvoufázová autentizace.

### Wi-Fi Assist
Funkce přepne automaticky na mobilní data, když je Wi-Fi připojení slabé.

### iCloud Drive
Přibyla aplikace iCloud Drive pro přístup k souborům uloženým na iCloudu.

## Technické změny
Systém iOS 9 přinesl několik významných změn v oblasti výkonu a bezpečnosti. Apple přešel na grafické rozhraní Metal API i pro systémové animace a vykreslování uživatelského rozhraní. Díky tomu došlo ke zrychlení vykreslování grafiky a zároveň ke snížení spotřeby energie, což přispělo k delší výdrži baterie, zejména na novějších zařízeních.
V oblasti zabezpečení Apple zpřísnil ochranu uživatelských dat. Standardem se stalo šifrování celého disku a všechny aplikace musely používat App Transport Security (ATS) – protokol vyžadující zabezpečené spojení HTTPS. Dále byl zaveden šestimístný kód (místo čtyřmístného) jako výchozí nastavení pro odemykání zařízení a přístup k iCloudu. Apple také zlepšil systém dvoufaktorového ověřování, který se více integroval do nastavení iOS a iCloud účtů.

## Známé problémy

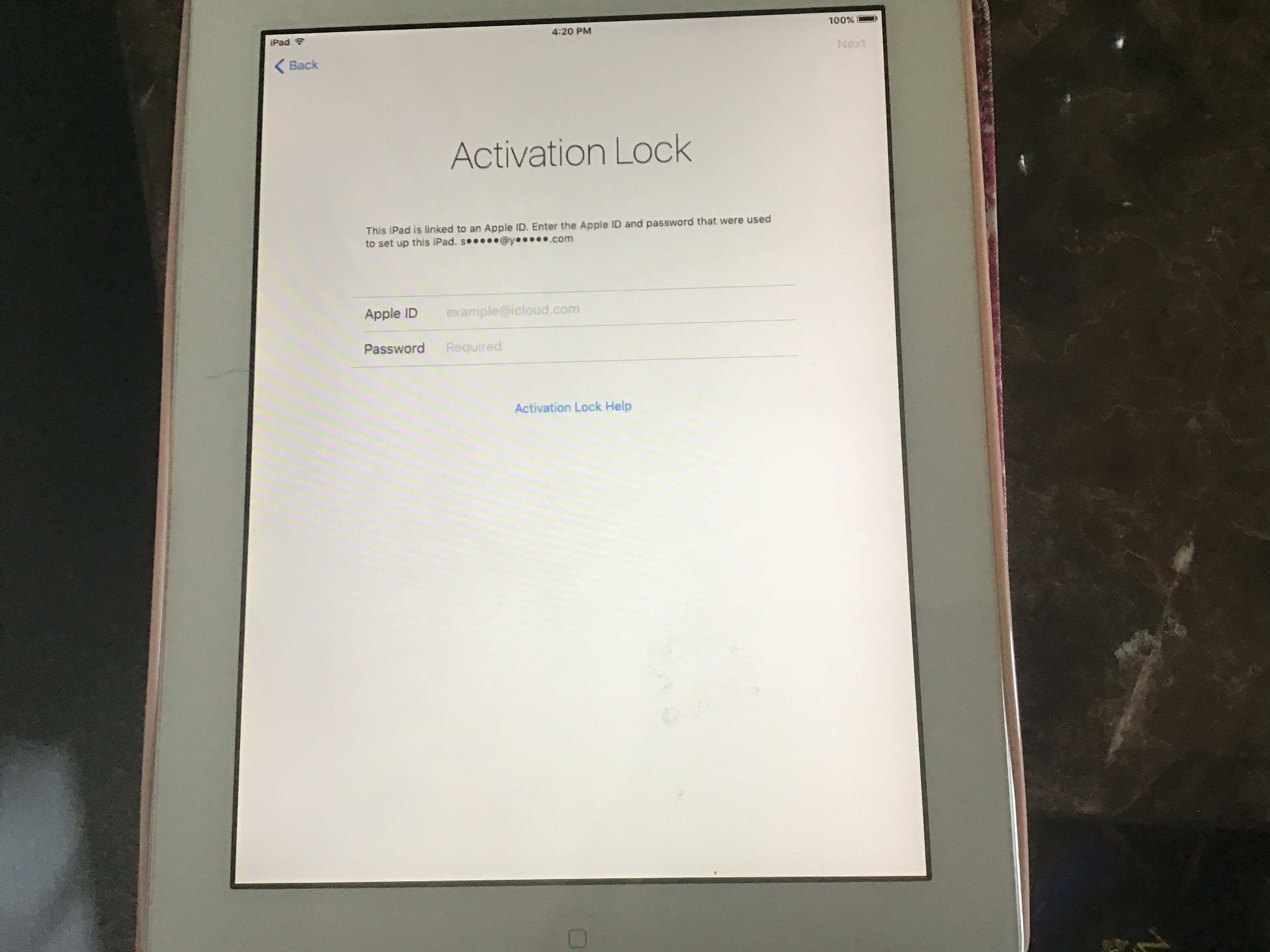
iPad 2 zobrazující zámek aktivace iCloudu na iOS 9.3.5

Po vydání iOS 9 si někteří uživatelé, zejména majitelé iPadu 2, stěžovali na výrazné zpomalení systému, zamrzání a problémy při aktivaci po aktualizaci. Apple na tyto potíže reagoval vydáním opravné verze iOS 9.3.1, která řešila problémy s výkonem a stabilitou.
V únoru 2016 se objevila kontroverze označovaná jako „Error 53“, která se týkala iOS 9.2.1. Uživatelé iPhonu 6, kteří nechali vyměnit domovské tlačítko s Touch ID u neautorizovaných servisů, zjistili, že po aktualizaci zařízení přestane fungovat. Apple později uvedl, že chyba byla součástí bezpečnostního opatření proti neoprávněným zásahům do ověřování otisku prstu, ale po vlně kritiky vydal iOS 9.2.1 (druhou sestavu), která problém odstranila a zařízení obnovila.

## Podporovaná zařízení
Všechna zařízení, která podporují iOS 8, podporují i iOS 9.

### iPhone
- iPhone 4S
- iPhone 5
- iPhone 5C
- iPhone 5S
- iPhone 6
- iPhone 6 Plus
- iPhone 6S
- iPhone 6S Plus
- iPhone SE (1. generace)

### iPod Touch
- iPod Touch (5. generace)
- iPod Touch (6. generace)

### iPad
- iPad 2
- iPad (3. generace)
- iPad (4. generace)
- iPad Air
- iPad Air 2
- iPad mini (1. generace)
- iPad mini 2
- iPad mini 3
- iPad mini 4
- iPad Pro (12,9” – 1. generace)
- iPad Pro (9,7”)

## Historie verzí
| Verze | Datum vydání      | Hlavní změny                                                                                                   |
| ----- | ----------------- | --- |
| 9.0   | 16. září 2015     | Nové funkce pro multitasking na iPadu, Proactive Assistant, vylepšení Siri, menší velikost aktualizací         |
| 9.0.1 | 23. září 2015     | Opravy chyb (budík, mobilní data, nastavení APN)                                                               |
| 9.0.2 | 30. září 2015     | Oprava problémů se zálohami iCloud, přepínač dat, iMessage                                                     |
| 9.1   | 21. října 2015    | Podpora Live Photos, nové emodži, vylepšená stabilita                                                          |
| 9.2   | 8. prosince 2015  | Apple Music, Mail Drop, podpora USB kamery pro iPad                                                            |
| 9.2.1 | 19. ledna 2016    | Oprava zabezpečení MDM certifikátů                                                                             |
| 9.3   | 21. března 2016   | Night Shift, zabezpečení Poznámek, vylepšení CarPlay a Zdraví                                                  |
| 9.3.1 | 31. března 2016   | Oprava pádu aplikací při kliknutí na odkazy                                                                    |
| 9.3.2 | 16. května 2016   | Opravy chyb (např. Bluetooth příslušenství u iPhone SE)                                                        |
| 9.3.3 | 18. července 2016 | Bezpečnostní aktualizace a opravy chyb                                                                         |
| 9.3.4 | 4. srpna 2016     | Oprava bezpečnostní chyby spojené s jailbreakem                                                                |
| 9.3.5 | 25. srpna 2016    | Důležitá bezpečnostní aktualizace (spyware Pegasus)                                                            |
| 9.3.6 | 22. července 2019 | Oprava chyby GPS pro iPhone 4S, iPad 2 (verze Cellular), iPad 3 (verze Cellular), iPad mini 1 (verze Cellular) |